# Rhyacophila flinti
Rhyacophila flinti là một loài Trichoptera trong họ Rhyacophilidae. Chúng phân bố ở miền Cổ bắc.